# Gumuz
El gumuz és una llengua parlada per l'ètnia gumuz, que viu al llarg de la frontera entre Etiòpia i el Sudan. Els seus parlants no tenen un únic nom per a la llengua, alguns la denominen ŋgiša baha, 'llengua de la gent', i s'hi refereixen amb el nom d'un clan local.

## Classificació
El gumuz ha estat tradicionalment classificat des de la proposta de Greenberg com una llengua niloticosahariana, tot i que molts lingüistes consideren qüestionable aquesta classificació. Dimmendaal assenyala que l'augment de documentació de moltes llengües ha portat a l'acceptació de la hipòtesi nilosahariana original de 1963, però que aquesta evidència no ha permès de corroborar la posició del songhai, el komano i el gumuz.
D'altra banda, Greenberg apuntava a una relació de parentesc especialment estreta del gumuz amb el komano dins de les llengües niloticosaharianes i proposava el terme «komuz» per designar-lo, ha estat pràcticament rebutjada per la manca d'evidències a favor seu. Bender, Blecnh i altres destacats niloticosaharians no accepten aquesta agrupació. Blench, de fet exclou el gumuz del niloticosaharià i el tracta com una llengua aïllada, atès que per exemple manca de la distinció tripartita "singulatiu-col·lectiu-pluratiu" en el sistema de nombre gramatical característic de la resta de llengües niloticosaharianes.
Un dels primers registres d'aquesta llengua és una llista de paraules de l'àrea de la muntanya Guba compilada el febrer de 1883 per Juan Maria Schuver.